# Exalbidion
Genre
Exalbidion est un genre d'araignées aranéomorphes de la famille des Theridiidae.

## Distribution
Les espèces de ce genre se rencontrent au Mexique, en Amérique centrale, dans le Nord de l'Amérique du Sud et aux Antilles.

## Liste des espèces
Selon World Spider Catalog (version 16.0, 19/04/2015) :
- Exalbidion barroanum (Levi, 1959)
- Exalbidion dotanum (Banks, 1914)
- Exalbidion fungosum (Keyserling, 1886)
- Exalbidion pallisterorum (Levi, 1959)
- Exalbidion rufipunctum (Levi, 1959)
- Exalbidion sexmaculatum (Keyserling, 1884)

## Publication originale
- Wunderlich, 1995 : Revision und Neubeschreibung einiger Gattungen der Familie Theridiidae aus der Nearktis und Neotropis (Arachnida: Araneae). Beiträge zur Araneologie, vol. 4, p. 609-615.